# Isomma
Genre
Isomma  est un genre  dans la famille des Gomphidae appartenant au sous-ordre des Anisoptères dans l'ordre des Odonates. 

## Répartition
Les deux espèces de ce genre sont endémiques de l'île de Madagascar.

## Liste d'espèces
Ce genre comprend 2 espèces :
- Isomma elouardi Legrand, 2003
- Isomma hieroglyphicum Selys, 1892